# Лоцани
Лоцани (англ. Lotsane River) — река на юго-востоке Ботсваны, левый приток реки Лимпопо. Площадь бассейна составляет 9748 км².
Лоцани берёт начало на восточной оконечности пустыни Калахари, южнее деревни Мойябана и течёт преимущественно в восточном направлении. Протекает вблизи города Серове и непосредственно через город Палапье. На границе с ЮАР впадает в реку Лимпопо. Основные притоки: Морупуле, Куцве, Дикабея и Сусуела. Все реки в бассейне Лоцани являются сухими на протяжении всего года за исключением особенно сильных осадков во время сезона дождей. Люди, живущие вдоль реки, собирают воду, вырывая ямы в песчаном русле реки.
В 2012 году на реке была построена плотина Лоцани. Имеются планы по строительству ещё нескольких плотин.